# Themus niisatoi
Themus niisatoi là một loài bọ cánh cứng trong họ Cantharidae. Loài này được Sato & Takahashi miêu tả khoa học năm 1989.